# Devarodes albifascia
Devarodes albifascia är en fjärilsart som beskrevs av W. Warren 1905. Devarodes albifascia ingår i släktet Devarodes och familjen mätare. Inga underarter finns listade i Catalogue of Life.